# Miantonomo

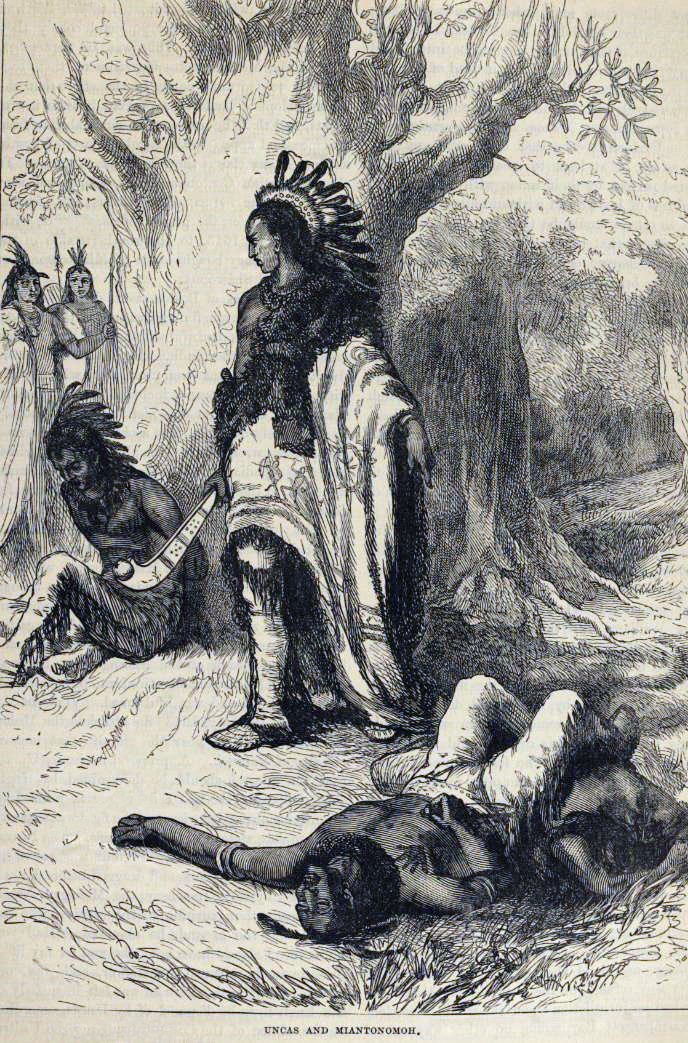
Uncas tötet den gefangenen Narraganset-Sachem Miantonomo.

Miantonomo (* um 1600; † August 1643), auch Miantonomoh, Miantonomah oder Miantonomi, war ein Sachem der Narraganset, einem Indianerstamm in Neuengland. Er war der Neffe von Canonicus, mit dem er sich die Stammesführung teilte und 1636 alleiniger Sachem wurde.
Nachdem sich die Mohegan auf Betreiben von Uncas mit den Engländern in Connecticut verbündet hatten, begannen sie, kleinere benachbarten Stämme zu unterwerfen und Tribut von ihnen zu fordern, wie von verschiedenen Mattabesic- und Nipmuck-Gruppen. Mit der Aufnahme so vieler Nachbarstämme wurden die Mohegan plötzlich zu einem ernsthaften Rivalen für die Narraganset, die diese Aktivitäten mit zunehmendem Misstrauen beobachteten. In der Folge bemühte sich Miantonomo, Verbündete gegen die Mohegan zu gewinnen. Begleitet von 100 Kriegern besuchte er 1642 die Montauk auf Long Island, die Mattabesic im westlichen Connecticut und die Mahican und Wappinger im Tal des Hudson Rivers. Jedoch nur wenige von diesen Stämmen waren zur Allianz bereit.
Als sich Massachusetts Bay, Plymouth, Hartford und New Haven 1643 zu der Neuengland-Konföderation zusammenschlossen, wurde Rhode Island bewusst übergangen. Trotz aller Bemühungen Miantonomos waren die Narraganset nahezu auf sich allein gestellt und beschlossen, die Mohegan allein zu unterwerfen. Ohne die Engländer zu informieren, die vermutlich die Mohegan gewarnt hätten, führte Miantonomo 900 Krieger zu einem Überraschungsangriff auf das Mohegan-Hauptdorf Shetucket, in dem auch Uncas residierte. Die Mohegan standen kurz vor einer Niederlage, als es ihnen gelang, Miantonomo zu fangen. Der Verlust ihres Sachems schockte die Narraganset und sie brachen den Kampf ab. Uncas übergab seinen prominenten Gefangenen den Engländern in Hartford. Sie entschieden nach Rücksprache mit ihren Landsleuten in Massachusetts, dass Miantonomo wieder zu seinem Volk zurückkehren dürfe. Die Kolonisten eskortierten ihn bis nach Shetucket, als Miantonomo im August 1643 hinterrücks von Uncas' Bruder mit einem Tomahawk erschlagen wurde. Es ist sehr zu bezweifeln, dass diese Exekution ohne ausdrückliche Genehmigung der englischen Behörden erfolgte.
Mit dem Tode Miantonomos war die Vorherrschaft der Narraganset im südlichen Neuengland zu Ende. 1653 überquerten Narraganset-Krieger den Long-Island-Sund und unterwarfen die Montauk am östlichen Ende der Insel. Doch der Kriegszug verärgerte die Engländer, die ab 1640 an der Südküste Long Islands gesiedelt hatten. Sie drohten den Narraganset mit Krieg und so zogen sich diese wieder über den Sund zurück. Canonicus starb 1647 und ihm folgte sein Sohn Mriksah als Sachem.